# Journal des savants

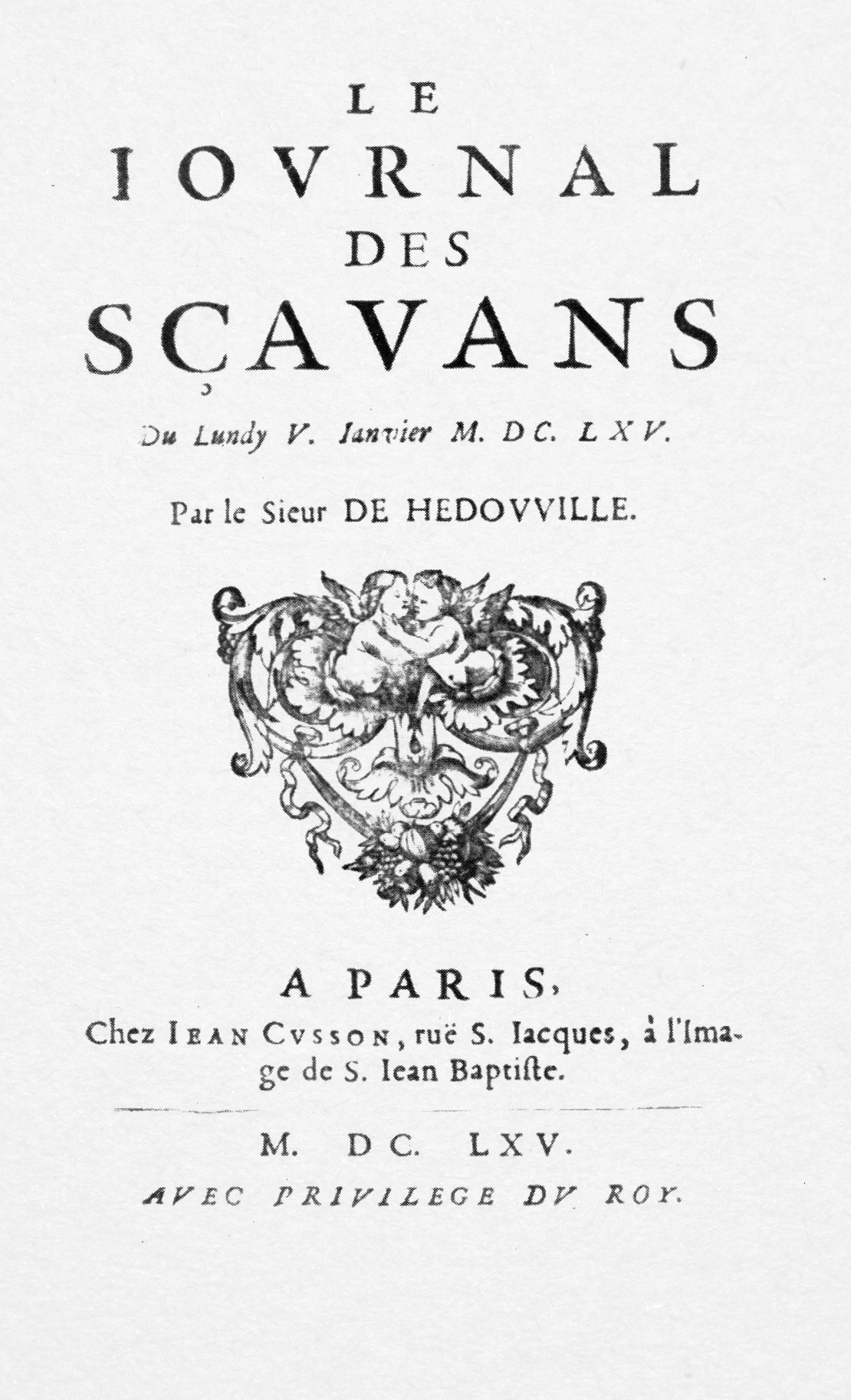
Voorpagina van de eerste editie (1665)

Het Journal des savants (van 1665 tot 1790 Journal des sçavans, en van 1791 tot 1830 Journal des savans) is het oudste nog bestaande literaire en wetenschappelijke tijdschrift van Europa.
Het werd voor het eerst uitgegeven in Parijs op 5 januari 1665 onder de naam Le Journal des sçavans. In 1792 werd de publicatie tijdelijk gestopt, om in 1816 onder de huidige naam opnieuw te verschijnen.